# Otto Schade (Politiker)

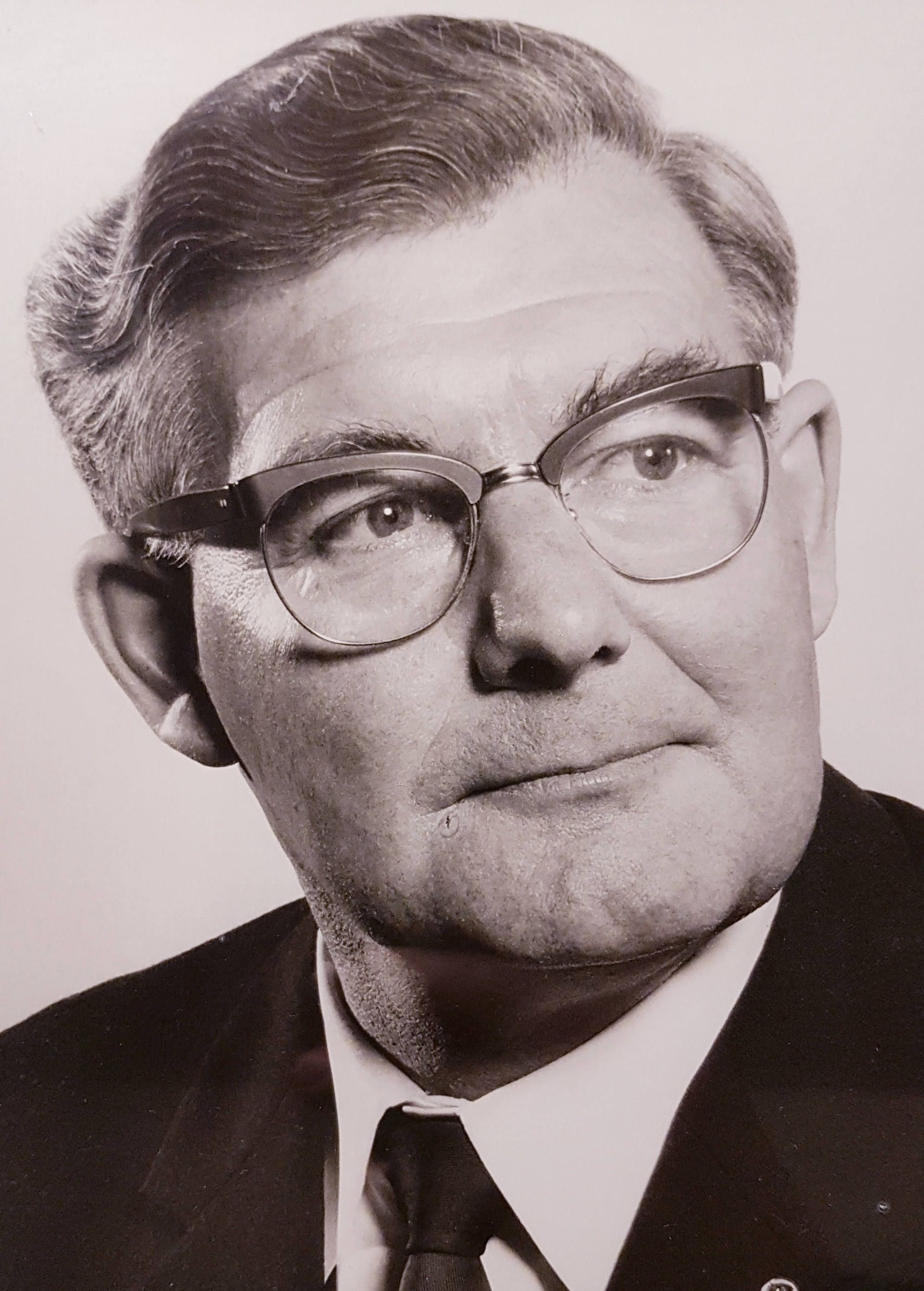

Otto Schade (* 30. August 1910 in Magdeburg; † 22. November 1973 in Celle) war ein deutscher Pädagoge, Sportführer und Politiker (CDU). Er war von 1967 bis 1970 Abgeordneter des Niedersächsischen Landtages. Außerdem war er auch stellvertretender Bürgermeister der Stadt Celle.

## Leben
Schade besuchte das Realgymnasium in Magdeburg und begann nach dem Abitur ein Studium an der Pädagogischen Akademie in Erfurt. Nach der ersten Lehrerprüfung war er ab 1932 im Schuldienst im Regierungsbezirk Magdeburg tätig. Er kämpfte im Zweiten Weltkrieg und war zuletzt als Offizier in der Division Großdeutschland. Nach dem Krieg geriet er in Kriegsgefangenschaft und wurde interniert. Nach seiner Entlassung arbeitete er zwei Jahre lang als Geschäftsführer und Platzwart der Turn- und Spielvereinigung Celle e.V., bevor er 1949 wieder in den Schuldienst eintrat.

## Wirken
Otto Schade erwarb sich Verdienste für den Auf- und Ausbau des Sports in Celle und im Regierungsbezirk Lüneburg. Von 1956 bis 1973 war er Vorsitzender des Bezirkssportbundes Lüneburg und 1961–1973 Vorsitzender des Kreis-Turn- und Sportbundes Celle, außerdem ab 1965 stellvertretender Vorsitzender des Landessportbundes Niedersachsen. Im Deutschen Fußball-Bund (DFB) gehörte er als Schulfußballreferent dem Beirat an. Viele Jahre führte er auch die Ortsgruppe Celle der Deutschen Olympischen Gesellschaft. Schade hat sich besonders als Initiator zahlreicher Aktionen hervorgetan: „Gesund durch Bewegung“, Wanderwettbewerb „Goldener Schuh“ (1965), Schwimmwettbewerb „Goldener Fisch“ und die „Kulturtage des Sports“ in Celle. Auch die Trimm-Dich-Bewegung und die Aktion "Zweiter Weg", der Sportabzeichen-Wettbewerb und die systematische Suche nach sportlichen Talenten und ihrer Förderung trugen seine Handschrift.
Im Jahr 1964 erfolgte seine Ernennung zum Rektor.
Otto Schade betätigte sich auch politisch, unter anderem war er stellvertretender Bürgermeister der Stadt Celle. Für die CDU zog er am 6. Juni 1967 als Abgeordneter der sechsten Wahlperiode des Niedersächsischen Landtages ein, dem er bis zum Ende dieser am 20. Juni 1970 angehörte. Hier war Schade Vorsitzender des Ausschusses für Jugend und Sport.
Nach Schade benannt ist das Otto-Schade-Stadion (Saarfeld) am Herzog-Ernst-Ring in Celle. Dort finden in jedem Jahr Leichtathletik-Kreismeisterschaften statt. Hauptnutzer sind die Leichtathleten, Fußballer, aber auch alle Gruppen des Freizeit- und Breitensports von Kinderturnen bis zu den Senioren, treiben dort Sport. In Celle finden regelmäßig auch nationale Leichtathletik-Veranstaltungen statt, sowie nach Kreis- und Bezirksmeisterschaften Landesmeisterschaften, norddeutsche und deutsche Meisterschaften. Das Stadion ist 2009 umfassend renoviert worden, um weiterhin den Anforderungen dieser Wettbewerbe gerecht zu werden.
Eine weitere Sportstätte in Celle, das Walter-Bismark-Stadion, welches auch für Musikfestivals genutzt wird, ist nach dem Werkmeister Walter Bismark benannt. Bismark war am 25. März 1946 zum 1. Vorsitzenden des „Turn- und Sportkreisbundes Celle“ gewählt worden.

## Belege
1. ↑  Hans Nolte: Kultur und Sport, Geistige Veränderung durch die "Kulturtage des Sports" in Celle. Hrsg.: Bezirks-Turn- und Sportbund "Lüneburger Heide" und dem Kreis-Turn- und Sportbund Celle. Pohl-Druckerei und Verlagsanstalt Celle, Celle 1975, S. 11.
2. ↑  Hans Nolte: Kultur und Sport, Geistige Veränderung durch die "Kulturtage des Sports" in Celle. Hrsg.: Bezirks-Turn- und Sportbund "Lüneburger Heide" und dem Kreis-Turn- und Sportbund Celle. Pohl-Druckerei und Verlagsanstalt Celle, Celle 1975, S. 13.

| Personendaten    | Personendaten                  |
| ---------------- | ------------------------------ |
| NAME             | Schade, Otto                   |
| KURZBESCHREIBUNG | deutscher Politiker (CDU), MdL |
| GEBURTSDATUM     | 30. August 1910                |
| GEBURTSORT       | Magdeburg                      |
| STERBEDATUM      | 22. November 1973              |
| STERBEORT        | Celle                          |